# تنش زیستی
تنش زیستی (به انگلیسی: Biotic stress) گونه‌ای تنش است که در پیامد آسیب به یک جاندار توسط جانداران دیگر مانند باکتری‌ها، ویروس‌ها، قارچ‌ها، انگل‌ها، آفات مفید و مضر، گیاهان کشت‌شده یا گیاهان بومی پدید می‌آید. بسیاری از تنش‌ها ممکن‌است علائم مشابه‌ای داشته باشند؛ به‌طور مثال قهوه‌ای‌شدن برگ‌های یک درخت بلوط ناشی از تنش خشکی ممکن‌است مشابه قهوه‌ای‌شدن برگ ناشی بیماری پژمردگی بلوط که توسط نوعی قارچ ایجاد می‌شود باشد. بسیاری از تنش‌های زیستی بر روی فتوسنتز تأثیر می‌گذارند مانند جویدن حشرات (آفات) که سطح برگ را کاهش می‌دهد یا آلودگی ویروسی که نرخ فتوسنتز را کاهش می‌دهد.